# بیتبورگ
شهر بیتبورگ در ایالت راینلند-فالتز در کشور آلمان واقع شده است.